# Rationalisation
On entend par rationalisation tout phénomène se référant à un comportement (individuel ou collectif) se réclamant explicitement du principe de rationalité et pouvant parfois s'en justifier par le discours.
Le principe de rationalité ayant été théorisé en Europe à partir du XVIIe siècle avec la doctrine rationaliste, c'est au siècle suivant, sous l'impulsion de la philosophie des Lumières, qu'il a été mis en application à l'échelle sociétale. On peut en effet définir la rationalisation comme un phénomène global, civilisationnel, caractérisé par le fait que l'ensemble des individus agiraient (ou désireraient agir) de la façon la plus « calculée » (rationnelle) possible (le mot latin ratio signifie « calcul »), quelles que soient leurs activités.
Au début du XXe siècle, Max Weber considère que la Révolution industrielle constitue la principale manifestation de rationalisation (ou que la seconde est la cause de la première). Depuis, le « mécanisme » de la rationalisation est traité non seulement par la sociologie mais aussi par différentes sciences humaines.

## Éléments de définition
La notion de « rationalisation » est complexe. Afin de saisir au mieux ce que recouvre le mot lui-même, il importe de définir succinctement ceux qui sont à son origine.
- La raison est une fonction du psychisme, permettant aux humains de connaître ou de comprendre la complexité des phénomènes qui leur parviennent par l'entremise des sens, de saisir les rapports de causes à effets entre ces phénomènes puis d'en tirer les enseignements dans la perspective d'une action : action sur soi-même ou sur autrui (la raison est alors « réflexive ») ou sur le monde extérieur (on parle dans ce cas de « raison instrumentale »).
- Le raisonnement est l'activité de la raison.
- La rationalité correspond à la capacité et au degré de raisonnement, tels qu'ils peuvent se révéler dans un comportement humain. Le terme s'applique alors à la raison instrumentale (à l'œuvre principalement dans les sciences), alors que la raison réflexive, elle, est guidée par des préoccupations d'ordre éthique. Ici réside la différence entre "connaître" et "comprendre", entre rationnel et raisonnable.

Le terme "rationalisation" ayant été introduit au début du XXe siècle par le sociologue Max Weber[réf. nécessaire], ce sont essentiellement des sociologues qui, par la suite, se sont attachés à analyser les tenants (ou "causes") du phénomène ; les philosophes, eux, se focalisant surtout sur ses aboutissants (ou "effets"), parmi lesquels "la société de consommation".[réf. nécessaire]

## Mise en pratique

### En économie
Les économistes de l'École néo-classique sont parvenus à faire collectivement prévaloir un modèle selon lequel l'être humain est un être rationnel, cherchant systématiquement à atteindre des objectifs de la meilleure façon possible en fonction des contraintes rencontrées. Ce modèle prévaut aujourd'hui sous le nom de libéralisme économique.
La rationalisation occupe une place centrale dans ce modèle puisqu'elle consiste en une réorganisation constante et rationnelles des méthodes de production afin d'accroître l'activité économique. Sa nature est donc indissociable d'une vision productiviste du monde.
Le taylorisme constitue l'expression la plus extrême du processus de rationalisation en économie.

### En politique
L'économie libérale parvenant à s'imposer sur l'ensemble de la planète, une majorité au sein de la classe politique s'efforce de justifier ses fondements, au premier rang desquels la rationalisation.
En 1965, dans son ouvrage L'Illusion politique, Jacques Ellul affirme que si la classe politique adopte de plus en plus une posture rationaliste et gestionnaire, ce n'est nullement par choix délibéré mais parce qu'elle y est contrainte et forcée par une évolution de la société qui la dépasse largement : « La technique est devenue autonome à l'égard de la politique: on objectera que c'est l'État qui prend les décisions politiques et que la technique obéit. Mais ce n'est pas si simple : en fait, ce sont les techniciens qui sont à l'origine des décisions politiques. Celles-ci sont donc dictées par des impératifs techniques et elles seront les mêmes quel que soit le régime (…), l'État devient technicien. C'est la fin du politique proprement dit. La marge de manœuvre des politiques est très faible dans un jeu dont les règles sont fixées par les techniciens ».
À la fin des années 1970, le philosophe Raymond Aron avance l'idée que la politique elle-même ne cesse de se rationaliser : « la rationalité politique se caractérise à la fois par l’exercice rationnel de la pensée et par une attention portée à la contingence des circonstances dans lesquelles se déploie la vie politique ». Elle constitue « une sorte de compromis entre les impératifs de la science et ceux de l’action ».

### En architecture
L'architecture rationaliste est un nom donné à un mouvement architectural où il est admis que la science et la technique sont porteuses de valeurs. Toute ornementation est bannie, les formes doivent être au service exclusif des fonctions.

## Critique

### En sociologie

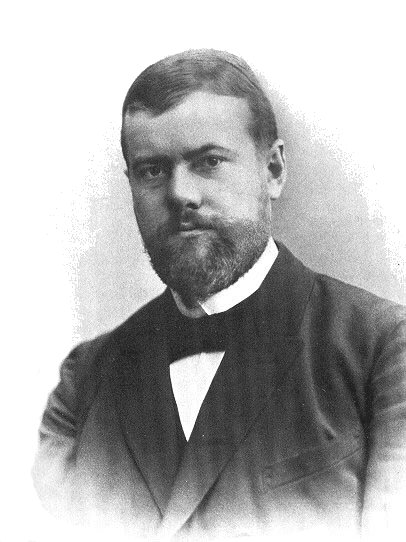
Max Weber

En 1917, Weber estime que le processus de rationalisation constitue le cœur même du mouvement émancipateur qui s'amorce au XVIIIe siècle avec les Lumières et que l'on appelle modernité :

« Faisons-nous une idée claire de ce que signifie pratiquement la rationalisation par la science et par la technique guidée par la science. (…) L'intellectualisation et la rationalisation croissantes ne signifient pas une connaissance générale toujours plus grande des conditions de vie dans lesquelles nous nous trouvons. Elles signifient quelque chose d'autre : le fait de savoir ou de croire que, si on le veut, on peut à tout moment l'apprendre ; qu'il n'y a donc en principe aucune puissance imprévisible et mystérieuse qui entre en jeu et que l'on peut en revanche maîtriser toute chose par le calcul. Cela signifie le désenchantement du monde. »

— La profession et la vocation de savant, in "Le savant et le politique", traduction de Catherine Colliot-Thélène, La Découverte/Poche n°158, 2003, p. 83
Weber évoque fréquemment "le processus de rationalisation et "la rationalité en finalité".[réf. nécessaire]

### En psychologie
Comme le souligne Elliot Aronson en parlant de la théorie des dissonances cognitives dans son ouvrage The Social Animal (en) (1972), l'homme est décrit, selon certains théoriciens, comme un animal rationalisant plutôt que rationnel.
En psychologie sociale, le terme de "rationalisation" est utilisé notamment dans le cadre de la théorie des dissonances cognitives de Léon Festinger. Dans cette théorie, l'individu contraint à se comporter ou penser d'une manière allant à l'encontre de ses propres attitudes rationalisera ce comportement ou cette cognition pour ne pas se trouver en état de "dissonance cognitive". Dans le cadre de cette théorie, trois stratégies de rationalisation peuvent être, selon Festinger, employées : Réduire la dissonance en conservant ses attitudes ou ses comportements (Cesser le comportement, ou changer son attitude), ajouter des éléments consonnants à ses actes ou ses attitudes (aménagement de cognition conflictuelle), ou encore tâcher de ne pas accorder d'importance aux dissonances (trivialisation).

### En éthique
À peine Max Weber étudie-t-il le mouvement de la rationalisation et le processus d'industrialisation qu'il les assimile à un désenchantement du monde.
Ironisant sur le titre d'un ouvrage de Nietzsche, Le Gai Savoir, Jacques Bouveresse estime en 1985 que le processus de rationalisation contribue à rabaisser le savoir à un "triste" savoir. Et de privilégier alors la sagesse au savoir.
La même année, Dominique Janicaud affirme que le processus de rationalisation tel qu'il s'est mis en place dans les pays industrialisés constitue avant toute chose une concrétisation de la volonté de puissance.